# الکساندر یوانویچ (بازیکن فوتبال، زاده ۱۹۸۹)
الکساندر یوانویچ (سیریلیک صربی: Александар Јовановић؛ زادهٔ ۴ اوت ۱۹۸۹) بازیکن فوتبال زاده استرالیا و شهروند صربستان است.
از باشگاه‌هایی که در آن بازی کرده‌است می‌توان به باشگاه فوتبال ججو یونایتد، باشگاه فوتبال وویوودینا و باشگاه فوتبال تیانجین تدا اشاره کرد.